# Brania uebelackerae
Brania uebelackerae är en ringmaskart som beskrevs av Ruiz-Ramirez och Salazar-Vallejo 200. Brania uebelackerae ingår i släktet Brania och familjen Syllidae. Inga underarter finns listade i Catalogue of Life.